# EA Montreal
EA Montreal，是加拿大的游戏开发工作室。该工作室设在魁北克蒙特利尔，2004年3月17日由美国艺电创立。
该工作室由前育碧员工Alain Tascan和BAM! Entertainment总经理成立，该工作室是少数由EA创立的工作室。2006年该工作室收购JAMDAT，JAMDAT在蒙特利尔的办事处搬到了EA Montreal所在地。
EA Montreal和EA Mobile Montreal是分开运营。然而，在2007年，艺电开发工作室分成四部分，EA Montreal成为EA Games品牌（弗兰克Gibeau，总裁）的一部分。EA Montreal与其他EA工作室负责运营Boogie和Army of Two。
The Visceral Montreal studio在2013年2月关闭。2012年4月，EA宣布对移动部门进行裁员。2015年2月对移动部门再进行裁员 。